# Filialkirche St. Lorenz

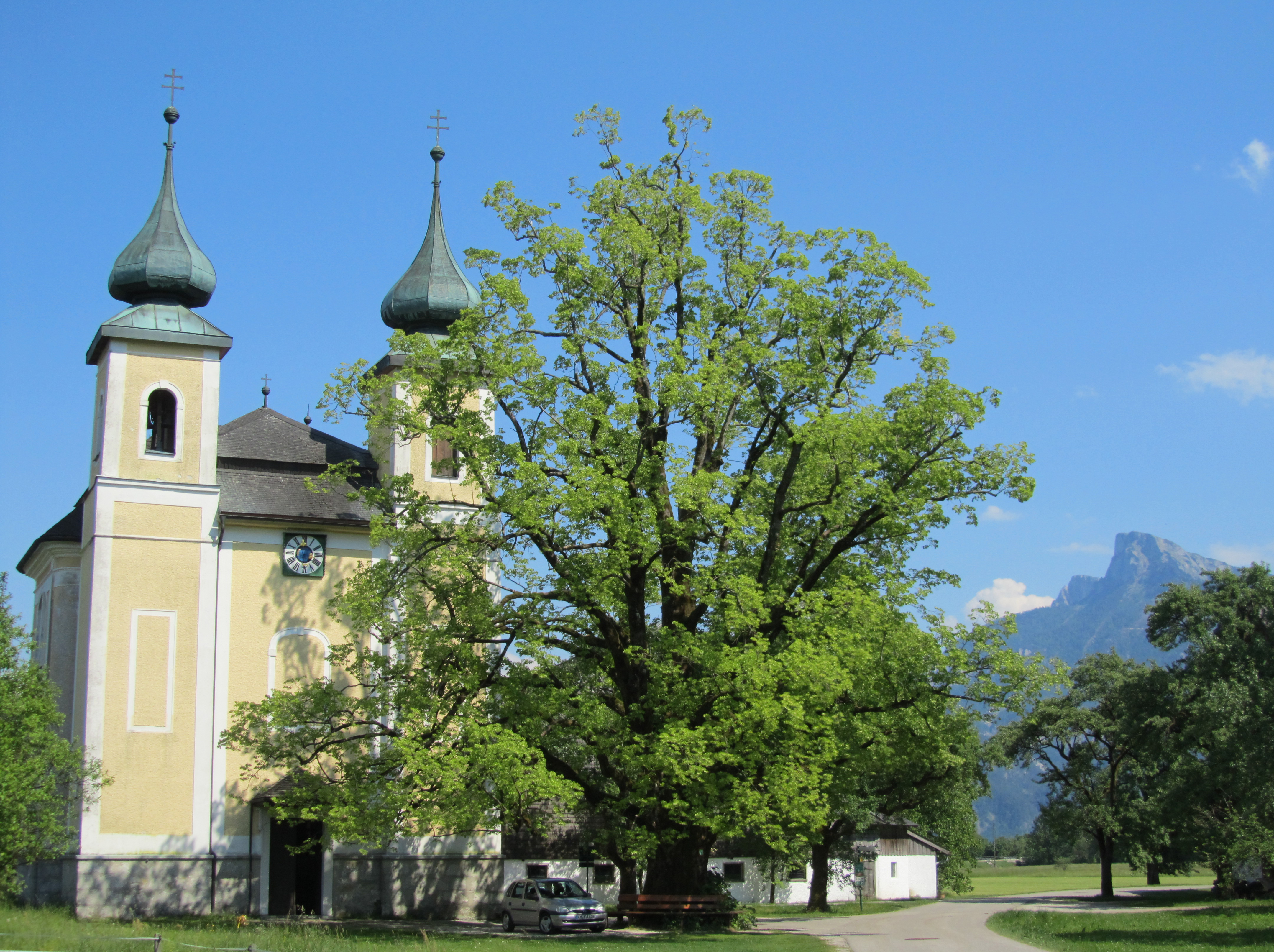
Kath. Filialkirche hl. Lorenz in St. Lorenz, im Vordergrund die Sommerlinde als Naturdenkmal, im Hintergrund der Schafberg

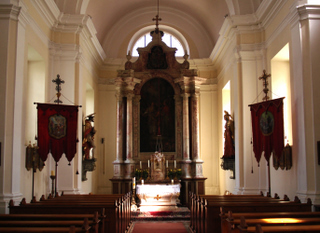
Im Langhaus zum Chor

Die römisch-katholische Filialkirche St. Lorenz steht in der Gemeinde St. Lorenz am Mondsee im Bezirk Vöcklabruck in Oberösterreich. Die auf den heiligen Laurentius von Rom (Laurentius ist die lateinische Form von Lorenz, Patrozinium ist der 10. August) geweihte Filialkirche der Basilika Mondsee gehört zum Dekanat Frankenmarkt in der Diözese Linz. Die unter Denkmalschutz stehende Kirche befindet sich in einer kleinen Bauernsiedlung in der sogenannten „Wasserlos“, einem Schwemmgebiet zwischen der Drachenwand und dem Mondsee. Der Name bezieht sich vielleicht darauf, dass dort das „Wasser lose“ sei oder auf den alten Feldnamen „Lus“, der ein Grundstück am Wasser meint. Was immer der Ursprung für die Namensgebung war, der Ort wird auf jeden Fall schon in einer Urkunde aus dem Jahr 821 „Uuazarlosa“ genannt. Seit dieser Zeit taucht die Bezeichnung immer wieder in den Schriften des Klosters Mondsee auf.

## Geschichte
Die Laurentiuskirche wurde erstmals 1384 urkundlich genannt, allerdings indirekt, denn es wurde im Dokument ein „Hof sant Lorentzen“ erwähnt. 1486 findet sich in den ältesten Grundprotokollen des Klosters Mondsee die Nennung eines Gotteshauses und ein Hinweis darauf, dass die Kirche aus Holz gebaut war. Ihr Aussehen ist aber nicht überliefert. Der heutige Barockbau wurde zwischen 1726 und 1729 unter Abt Gerhard Stadler begonnen. Nach seinem Tod am 19. Jänner 1729 wurden die Arbeiten unter dem neuen Abt Bernhard Lidl fortgesetzt und abgeschlossen. Die Weihe erfolgte 1732 durch den Passauer Weihbischof Graf von Lamberg. Bis 1784 war St Lorenz Filialkirche des Klosters Mondsee. Um im Zug der josephinischen Reformen der Schließung zu entgehen, erhob man das Dorf St Lorenz, das damals aus drei Bauernhäusern und der Kirche bestand, in den Status einer eigenen Pfarrei. Die Kirche wurde Pfarrkirche, und Pfarrkirchen durften nicht aufgelöst werden. 1808 wurde St Lorenz wieder der Pfarre Mondsee einverleibt.

## Architektur
Die Kirche ist ein einschiffig mit Doppelturmfassade und kreuzförmigem Grundriss, der durch die – allerdings nur gering – vorspringenden Seitenkapellen entsteht. Die zwei Fassadentürme verfügen über Zwiebelhelme, einer typischen barocken Eigenheit im süddeutschen Raum. – Während der oder die Baumeister der Kirche unbekannt sind, weiß man, dass der Maurermeister Adam Hueber und die Zimmermeister Wolf Hörlmoser und Urban Fischinger an den Arbeiten beteiligt waren.

## Ausstattung
Die drei von Steinmetzmeister Georg Doppler aus Salzburg gefertigten Marmoraltäre sind eine Besonderheit unter den im Mondseeland üblichen Holzaltären. Georg Doppler dingt 1717 bei Meister Elias Hügel als Lehrjunge auf, wird 1722 zum Gesellen freigesprochen und als Bruder im Kaisersteinbrucher Handwerk aufgenommen. Der kaiserliche Steinbruch, ein Zentrum höchster Steinmetzkunst, befand sich an der österreichisch-ungarischen Grenze nahe bei Wien. Doppler lernte das Handwerk bei der Wiener Karlskirche. 1724 wird er zur Mitarbeit bei Meister Hügels Plan für die Pfarrkirche Winden am See herangezogen. Beide Kirchen gleichen einander „wie ein Ei dem anderen“.
Die Altarblätter entstammen der Werkstatt von Jakob Zanusi und zeigen am Hochaltar das Martyrium des hl. Laurentius und an den Seitenaltären Tobias mit dem Schutzengel beziehungsweise den hl. Nikolaus bei der Beschenkung der drei armen Jungfrauen.
Die beiden großen Plastiken im Chor, der Schmerzensmann und die Schmerzhafte Maria, wurden 1714 von Meinrad Guggenbichler geschaffen.